# Puchar Heinekena (2009/2010)
Puchar Heinekena 2009/2010 – piętnasta edycja Pucharu Heinekena, pierwszego poziomu europejskich klubowych rozgrywek w rugby union. Zawody odbyły się w dniach 9 października 2009 – 22 maja 2010 roku.
Najwięcej punktów w sezonie zdobył Dimitri Yachvili, w klasyfikacji przyłożeń zwyciężył zaś Tommy Bowe.

## Faza grupowa

### Grupa A
| 10 października 200914:30 | Benetton             | 9:8(6:0) | Perpignan              | Stadio comunale di Monigo, Treviso Widzów: 2 800 Sędzia: Andrew Small |
| 10 października 200914:30 | Marius Goosen 9 (3K) | 9:8(6:0) | Jerome Porical 8 (P K) | Stadio comunale di Monigo, Treviso Widzów: 2 800 Sędzia: Andrew Small |

| 10 października 200918:00 | Northampton Saints                                | 31:27(21:14) | Munster                                                                             | Franklin’s Gardens, Northampton Widzów: 13 550 Sędzia: Christophe Berdos |
| 10 października 200918:00 | Chris Ashton 10 (2P) Shane Geraghty 21 (P 2pd 4K) | 31:27(21:14) | David Wallace 5 (P) Paul Warwick 3 (dg) Ronan O’Gara 14 (pd 4K) Tomás O’Leary 5 (P) | Franklin’s Gardens, Northampton Widzów: 13 550 Sędzia: Christophe Berdos |

| 16 października 200921:00 | Perpignan                                    | 29:13(20:8) | Northampton Saints                                         | Stade Aimé Giral, Perpignan Widzów: 12 854 Sędzia: Nigel Owens |
| 16 października 200921:00 | David Marty 5 (P) Jerome Porical 19 (2pd 5K) | 29:13(20:8) | Brian Mujati 5 (P) Chris Ashton 5 (P) Shane Geraghty 3 (K) | Stade Aimé Giral, Perpignan Widzów: 12 854 Sędzia: Nigel Owens |

| 17 października 200913:35 | Munster | 41:10(12:10) | Benetton                               | Thomond Park, Limerick Widzów: 26 000 Sędzia: Jérôme Garcès |
| 17 października 200913:35 | David Wallace 5 (P) Denis Fogarty 5 (P) Denis Leamy 5 (P) Ian Dowling 10 (2P) Jean de Villiers 5 (P) Paul Warwick 5 (P) Ronan O’Gara 6 (3pd) | 41:10(12:10) | Andy Vilk 5 (P) Brendan Williams 5 (P) | Thomond Park, Limerick Widzów: 26 000 Sędzia: Jérôme Garcès |

| 11 grudnia 200920:00 | Munster                 | 24:23(12:12) | Perpignan                                                                                             | Thomond Park, Limerick Widzów: 26 000 Sędzia: Wayne Barnes |
| 11 grudnia 200920:00 | Ronan O’Gara 24 (dg 7K) | 24:23(12:12) | David Mele 3 (K) Jerome Porical 5 (pd K) Nicolas Durand 5 (P) Philip Burger 5 (P) Yoann Vivalda 5 (P) | Thomond Park, Limerick Widzów: 26 000 Sędzia: Wayne Barnes |

| 12 grudnia 200915:00 | Northampton Saints                                                                               | 30:18(8:13) | Benetton                                                            | Franklin’s Gardens, Northampton Widzów: 12 071 Sędzia: Pascal Gaüzère |
| 12 grudnia 200915:00 | Ben Foden 5 (P) Chris Ashton 10 (2P) Joe Ansbro 5 (P) Shane Geraghty 7 (2pd K) Steve Myler 3 (K) | 30:18(8:13) | Benjamin Vermaak 5 (P) Marius Goosen 11 (P 2dg) Tobias Botes 2 (pd) | Franklin’s Gardens, Northampton Widzów: 12 071 Sędzia: Pascal Gaüzère |
| 12 grudnia 200915:00 | Courtney Lawes                                                                                   | 30:18(8:13) | Simon Picone                                                        | Franklin’s Gardens, Northampton Widzów: 12 071 Sędzia: Pascal Gaüzère |

| 19 grudnia 200915:30 | Benetton                                                         | 18:21(3:7) | Northampton Saints                                                             | Stadio comunale di Monigo, Treviso Widzów: 2 500 Sędzia: Peter Fitzgibbon |
| 19 grudnia 200915:30 | Emiliano Mulieri 5 (P) Marius Goosen 3 (K) Tobias Botes 5 (pd K) | 18:21(3:7) | Jon Clarke 5 (P) Phil Dowson 10 (2P) Shane Geraghty 2 (pd) Steve Myler 4 (2pd) | Stadio comunale di Monigo, Treviso Widzów: 2 500 Sędzia: Peter Fitzgibbon |
| 19 grudnia 200915:30 | Neil Best                                                        | 18:21(3:7) |                                                                                | Stadio comunale di Monigo, Treviso Widzów: 2 500 Sędzia: Peter Fitzgibbon |

| 20 grudnia 200916:00 | Perpignan                               | 14:37(9:10) | Munster | Stade Aimé Giral, Perpignan Widzów: 14 282 Sędzia: Dave Pearson |
| 20 grudnia 200916:00 | David Mele 9 (3K) Guilhem Guirado 5 (P) | 14:37(9:10) | Denis Fogarty 5 (P) Denis Hurley 5 (P) Doug Howlett 5 (P) Jean de Villiers 5 (P) Paul Warwick 2 (pd) Ronan O’Gara 15 (3pd 3K) | Stade Aimé Giral, Perpignan Widzów: 14 282 Sędzia: Dave Pearson |
| 20 grudnia 200916:00 | Jérôme Schuster                         | 14:37(9:10) | Ronan O’Gara | Stade Aimé Giral, Perpignan Widzów: 14 282 Sędzia: Dave Pearson |

| 16 stycznia 201014:35 | Benetton                                    | 7:44(7:30) | Munster | Stadio comunale di Monigo, Treviso Widzów: 6 000 Sędzia: Chris White |
| 16 stycznia 201014:35 | Alessandro Zanni 5 (P) Marius Goosen 2 (pd) | 7:44(7:30) | Denis Hurley 5 (P) Donnacha Ryan 5 (P) Donncha O’Callaghan 5 (P) Keith Earls 10 (2P) Paul Warwick 7 (P pd) Ronan O’Gara 12 (3pd 2K) | Stadio comunale di Monigo, Treviso Widzów: 6 000 Sędzia: Chris White |

| 17 stycznia 201015:00 | Northampton Saints | 34:0(6:0) | Perpignan | Franklin’s Gardens, Northampton Widzów: 13 081 Sędzia: Alain Rolland |
| 17 stycznia 201015:00 | Chris Ashton 5 (P) Jon Clarke 5 (P) Lee Dickson 5 (P) Phil Dowson 5 (P) Shane Geraghty 12 (3pd 2K) Steve Myler 2 (pd) | 34:0(6:0) |           | Franklin’s Gardens, Northampton Widzów: 13 081 Sędzia: Alain Rolland |
| 17 stycznia 201015:00 | Steve Meyer | 34:0(6:0) |           | Franklin’s Gardens, Northampton Widzów: 13 081 Sędzia: Alain Rolland |

| 22 stycznia 201020:00 | Munster              | 12:9(6:3) | Northampton Saints                                         | Thomond Park, Limerick Widzów: 26 000 Sędzia: Romain Poite |
| 22 stycznia 201020:00 | Ronan O’Gara 12 (4K) | 12:9(6:3) | Bruce Reihana 3 (K) Shane Geraghty 3 (K) Steve Myler 3 (K) | Thomond Park, Limerick Widzów: 26 000 Sędzia: Romain Poite |
| 22 stycznia 201020:00 | Paul O’Connell       | 12:9(6:3) |                                                            | Thomond Park, Limerick Widzów: 26 000 Sędzia: Romain Poite |

| 22 stycznia 201021:00 | Perpignan | 34:6(8:3) | Benetton                               | Stade Aimé Giral, Perpignan Widzów: 9 554 Sędzia: Peter Allan |
| 22 stycznia 201021:00 | Charles Geli 5 (P) Jean:Philippe Grandclaude 5 (P) Jerome Porical 2 (pd) Marius Tincu 10 (2P) Nicolas Laharrague 7 (2pd K) Yoann Vivalda 5 (P) | 34:6(8:3) | Marius Goosen 3 (K) Tobias Botes 3 (K) | Stade Aimé Giral, Perpignan Widzów: 9 554 Sędzia: Peter Allan |
| 22 stycznia 201021:00 | Simon Picone | 34:6(8:3) |                                        | Stade Aimé Giral, Perpignan Widzów: 9 554 Sędzia: Peter Allan |

### Grupa B
| 9 października 200920:00 | Gloucester                                   | 19:17(7:14) | Dragons                                      | Kingsholm Stadium, Gloucester Widzów: 11 846 Sędzia: Peter Fitzgibbon |
| 9 października 200920:00 | Akapusi Qera 5 (P) Nicky Robinson 14 (pd 4K) | 19:17(7:14) | James Arlidge 12 (P 2pd K) Joe Bearman 5 (P) | Kingsholm Stadium, Gloucester Widzów: 11 846 Sędzia: Peter Fitzgibbon |

| 10 października 200915:45 | Glasgow              | 18:22(9:12) | Biarritz                                                                                 | Firhill Stadium, Glasgow Widzów: 3 111 Sędzia: Wayne Barnes |
| 10 października 200915:45 | Dan Parks 18 (dg 5K) | 18:22(9:12) | Damien Traille 3 (dg) Dimitri Yachvili 11 (pd 3K) Magnus Lund 5 (P) Marcelo Bosch 3 (dg) | Firhill Stadium, Glasgow Widzów: 3 111 Sędzia: Wayne Barnes |

| 16 października 200919:30 | Dragons                                                                                 | 22:14(22:7) | Glasgow                                                     | Rodney Parade, Newport Widzów: 6 119 Sędzia: Romain Poite |
| 16 października 200919:30 | Adam Rhys Jones 5 (P) James Arlidge 7 (2pd dg) Luke Charteris 5 (P) Martyn Thomas 5 (P) | 22:14(22:7) | Dan Parks 4 (2pd) Johnnie Beattie 5 (P) Kevin Tkachuk 5 (P) | Rodney Parade, Newport Widzów: 6 119 Sędzia: Romain Poite |
| 16 października 200919:30 | Dan Lydiate                                                                             | 22:14(22:7) | Johnnie Beattie                                             | Rodney Parade, Newport Widzów: 6 119 Sędzia: Romain Poite |

| 17 października 200914:35 | Biarritz                                                                                          | 42:15(21:3) | Gloucester                                                                | Parc des Sports Aguiléra, Biarritz Widzów: 10 200 Sędzia: Alan Lewis |
| 17 października 200914:35 | Ayoola Erinle 5 (P) Dimitri Yachvili 17 (4pd 3K) Takudzwa Ngwenya 15 (3P) Valentin Courrent 5 (P) | 42:15(21:3) | Freddie Burns 2 (pd) Jake Boer 5 (P) Nicky Robinson 3 (K) Tom Voyce 5 (P) | Parc des Sports Aguiléra, Biarritz Widzów: 10 200 Sędzia: Alan Lewis |
| 17 października 200914:35 | Andy Hazell                                                                                       | 42:15(21:3) |                                                                           | Parc des Sports Aguiléra, Biarritz Widzów: 10 200 Sędzia: Alan Lewis |

| 11 grudnia 200919:30 | Glasgow                                                      | 33:11(27:11) | Gloucester                                   | Firhill Stadium, Glasgow Widzów: 4 462 Sędzia: Christophe Berdos |
| 11 grudnia 200919:30 | Bernardo Stortoni 5 (P) Dan Parks 23 (pd 7K) Max Evans 5 (P) | 33:11(27:11) | Charlie Sharples 5 (P) Nicky Robinson 6 (2K) | Firhill Stadium, Glasgow Widzów: 4 462 Sędzia: Christophe Berdos |
| 11 grudnia 200919:30 | Dan Turner                                                   | 33:11(27:11) | Peter Buxton                                 | Firhill Stadium, Glasgow Widzów: 4 462 Sędzia: Christophe Berdos |

| 13 grudnia 200913:45 | Biarritz                                                                                              | 49:13(30:6) | Dragons                                 | Parc des Sports Aguiléra, Biarritz Widzów: 6 000 Sędzia: Peter Allan |
| 13 grudnia 200913:45 | Dimitri Yachvili 22 (P 4pd 3K) Iain Balshaw 10 (2P) Takudzwa Ngwenya 5 (P) Valentin Courrent 7 (P pd) | 49:13(30:6) | James Arlidge 8 (pd 2K) Tom Riley 5 (P) | Parc des Sports Aguiléra, Biarritz Widzów: 6 000 Sędzia: Peter Allan |
| 13 grudnia 200913:45 | Grant Webb · Hugh Gustafson                                                                           | 49:13(30:6) |                                         | Parc des Sports Aguiléra, Biarritz Widzów: 6 000 Sędzia: Peter Allan |

| 19 grudnia 200913:35 | Dragons                                   | 8:26(8:9) | Biarritz                                              | Parc y Scarlets, Llanelli Widzów: 672 Sędzia: Alain Rolland |
| 19 grudnia 200913:35 | James Arlidge 3 (K) Richard Fussell 5 (P) | 8:26(8:9) | Damien Traille 3 (dg) Dimitri Yachvili 23 (2P 2pd 3K) | Parc y Scarlets, Llanelli Widzów: 672 Sędzia: Alain Rolland |
| 19 grudnia 200913:35 | Aled Brew                                 | 8:26(8:9) |                                                       | Parc y Scarlets, Llanelli Widzów: 672 Sędzia: Alain Rolland |

| 20 grudnia 200912:45 | Gloucester                                                    | 19:6(0:6) | Glasgow            | Kingsholm Stadium, Gloucester Widzów: 10 342 Sędzia: Jérôme Garcès |
| 20 grudnia 200912:45 | Alex Brown 5 (P) Charlie Sharples 5 (P) Nicky Robinson 9 (3K) | 19:6(0:6) | Dan Parks 6 (dg K) | Kingsholm Stadium, Gloucester Widzów: 10 342 Sędzia: Jérôme Garcès |
| 20 grudnia 200912:45 | Andy Hazell                                                   | 19:6(0:6) |                    | Kingsholm Stadium, Gloucester Widzów: 10 342 Sędzia: Jérôme Garcès |

| 15 stycznia 201019:30 | Glasgow                                                                                                  | 29:25(24:19) | Dragons | Firhill Stadium, Glasgow Widzów: 2 626 Sędzia: Peter Fitzgibbon |
| 15 stycznia 201019:30 | Colin Gregor 3 (K) Fergus Thomson 5 (P) Johnnie Beattie 5 (P) Rob Dewey 5 (P) Ruaridh Jackson 11 (pd 3K) | 29:25(24:19) | James Arlidge 3 (K) James Harris 5 (P) Jason Tovey 2 (pd) Rhodri Gomer:Davies 5 (P) Robert Sidoli 5 (P) Shaun Connor 5 (pd K) | Firhill Stadium, Glasgow Widzów: 2 626 Sędzia: Peter Fitzgibbon |
| 15 stycznia 201019:30 | Tom Riley                                                                                                | 29:25(24:19) | | Firhill Stadium, Glasgow Widzów: 2 626 Sędzia: Peter Fitzgibbon |

| 16 stycznia 201015:00 | Gloucester                                                           | 23:8(13:3) | Biarritz                                          | Kingsholm Stadium, Gloucester Widzów: 10 103 Sędzia: George Clancy |
| 16 stycznia 201015:00 | Lesley Vainikolo 5 (P) Nicky Robinson 13 (2pd 3K) Tim Molenaar 5 (P) | 23:8(13:3) | Imanol Harinordoquy 5 (P) Valentin Courrent 3 (K) | Kingsholm Stadium, Gloucester Widzów: 10 103 Sędzia: George Clancy |

| 24 stycznia 201012:45 | Dragons                                                                                     | 23:32(16:10) | Gloucester                                      | Rodney Parade, Newport Widzów: 5 653 Sędzia: Christophe Berdos |
| 24 stycznia 201012:45 | Ashley Smith 5 (P) James Arlidge 11 (pd dg 2K) Jason Tovey 2 (pd) Rhodri Gomer:Davies 5 (P) | 23:32(16:10) | Akapusi Qera 15 (3P) Nicky Robinson 12 (3pd 2K) | Rodney Parade, Newport Widzów: 5 653 Sędzia: Christophe Berdos |
| 24 stycznia 201012:45 | Ben Castle                                                                                  | 23:32(16:10) | David Attwood                                   | Rodney Parade, Newport Widzów: 5 653 Sędzia: Christophe Berdos |

| 24 stycznia 201013:45 | Biarritz                                                                                         | 41:20(11:13) | Glasgow                                                    | Parc des Sports Aguiléra, Biarritz Widzów: 8 000 Sędzia: Dave Pearson |
| 24 stycznia 201013:45 | Eduard Coetzee 5 (P) Ilikena Bolakoro 5 (P) Takudzwa Ngwenya 5 (P) Valentin Courrent 21 (3pd 5K) | 41:20(11:13) | Chris Cusiter 5 (P) Dan Parks 10 (2pd 2K) Thom Evans 5 (P) | Parc des Sports Aguiléra, Biarritz Widzów: 8 000 Sędzia: Dave Pearson |

### Grupa C
| 10 października 200916:00 | Clermont | 36:18(17:9) | Viadana                             | Stade Marcel-Michelin, Clermont-Ferrand Widzów: 13 970 Sędzia: Peter Allan |
| 10 października 200916:00 | Brent Russell 10 (2P) Brock James 2 (pd) Morgan Parra 9 (3pd K) Seremaia Bai 5 (P) Thibaut Privat 5 (P) Vincent Debaty 5 (P) | 36:18(17:9) | Garry Law 9 (3K) Pierre Hola 9 (3K) | Stade Marcel-Michelin, Clermont-Ferrand Widzów: 13 970 Sędzia: Peter Allan |
| 10 października 200916:00 | Matthew Harvey | 36:18(17:9) |                                     | Stade Marcel-Michelin, Clermont-Ferrand Widzów: 13 970 Sędzia: Peter Allan |

| 11 października 200912:45 | Leicester Tigers                                                                                | 32:32(15:26) | Ospreys                                                         | Welford Road, Leicester Widzów: 20 029 Sędzia: Alain Rolland |
| 11 października 200912:45 | Billy Twelvetrees 14 (P 3pd K) Jeremy Staunton 8 (P K) Johne Murphy 5 (P) Lucas Amorosino 5 (P) | 32:32(15:26) | Dan Biggar 22 (2pd dg 5K) Shane Williams 5 (P) Tommy Bowe 5 (P) | Welford Road, Leicester Widzów: 20 029 Sędzia: Alain Rolland |

| 17 października 200914:30 | Viadana                                  | 11:46(8:22) | Leicester Tigers | Stadio Luigi Zaffanella, Viadana Widzów: 4 320 Sędzia: Pascal Gaüzère |
| 17 października 200914:30 | Kaine Robertson 5 (P) Pierre Hola 6 (2K) | 11:46(8:22) | Billy Twelvetrees 4 (2pd) Jeremy Staunton 7 (2pd K) Johne Murphy 5 (P) Lucas Amorosino 5 (P) Scott Hamilton 15 (3P) Tom Croft 5 (P) | Stadio Luigi Zaffanella, Viadana Widzów: 4 320 Sędzia: Pascal Gaüzère |
| 17 października 200914:30 | Jordan Crane                             | 11:46(8:22) | | Stadio Luigi Zaffanella, Viadana Widzów: 4 320 Sędzia: Pascal Gaüzère |

| 18 października 200912:45 | Ospreys                                                                                     | 25:24(22:3) | Clermont                                                                               | Liberty Stadium, Swansea Widzów: 9 238 Sędzia: Wayne Barnes |
| 18 października 200912:45 | Barry Davies 5 (P) Dan Biggar 7 (2pd K) James Hook 3 (dg) Ryan Jones 5 (P) Tommy Bowe 5 (P) | 25:24(22:3) | Alexandre Lapandry 5 (P) Benoit Baby 5 (P) Brock James 9 (3pd dg) Thomas Domingo 5 (P) | Liberty Stadium, Swansea Widzów: 9 238 Sędzia: Wayne Barnes |
| 18 października 200912:45 | Jerry Collins                                                                               | 25:24(22:3) | Thibaut Privat                                                                         | Liberty Stadium, Swansea Widzów: 9 238 Sędzia: Wayne Barnes |

| 12 grudnia 200914:30 | Viadana                               | 7:62(0:34) | Ospreys | Stadio Il Giglio, Reggio nell’Emilia Widzów: 8 348 Sędzia: Romain Poite |
| 12 grudnia 200914:30 | Garry Law 2 (pd) Gavin Quinnell 5 (P) | 7:62(0:34) | Alun Wyn Jones 5 (P) Dan Biggar 22 (8pd 2K) Gareth Owen 5 (P) Jerry Collins 5 (P) Nikki Walker 5 (P) Richard Hibbard 5 (P) Ricky Januarie 5 (P) Tommy Bowe 5 (P) | Stadio Il Giglio, Reggio nell’Emilia Widzów: 8 348 Sędzia: Romain Poite |
| 12 grudnia 200914:30 | Quintin Geldenhuys                    | 7:62(0:34) | Ryan Bevington · Tommy Bowe | Stadio Il Giglio, Reggio nell’Emilia Widzów: 8 348 Sędzia: Romain Poite |

| 13 grudnia 200916:00 | Clermont | 40:30(25:9) | Leicester Tigers                                                   | Stade Marcel-Michelin, Clermont-Ferrand Widzów: 14 657 Sędzia: Alan Lewis |
| 13 grudnia 200916:00 | Alexandre Lapandry 5 (P) Anthony Floch 3 (dg) Brock James 12 (3pd 2K) Jamie Cudmore 5 (P) Morgan Parra 5 (P) Napolioni Nalaga 10 (2P) | 40:30(25:9) | Anthony Allen 5 (P) Jeremy Staunton 5 (P) Toby Flood 20 (P 3pd 3K) | Stade Marcel-Michelin, Clermont-Ferrand Widzów: 14 657 Sędzia: Alan Lewis |

| 19 grudnia 200914:30 | Ospreys | 45:19(24:6) | Viadana                                   | Liberty Stadium, Swansea Widzów: 7 974 Sędzia: Christophe Berdos |
| 19 grudnia 200914:30 | Dan Biggar 15 (6pd K) Filo Tiatia 5 (P) Gareth Owen 5 (P) Nikki Walker 5 (P) Sonny Parker 5 (P) Tommy Bowe 10 (2P) | 45:19(24:6) | Garry Law 14 (pd 4K) Gavin Quinnell 5 (P) | Liberty Stadium, Swansea Widzów: 7 974 Sędzia: Christophe Berdos |
| 19 grudnia 200914:30 | Richard Hibbard | 45:19(24:6) | Quintin Geldenhuys                        | Liberty Stadium, Swansea Widzów: 7 974 Sędzia: Christophe Berdos |

| 19 grudnia 200918:00 | Leicester Tigers                                                | 20:15(13:9) | Clermont                | Welford Road, Leicester Widzów: 21 286 Sędzia: Nigel Owens |
| 19 grudnia 200918:00 | Anthony Allen 5 (P) Scott Hamilton 5 (P) Toby Flood 10 (2pd 2K) | 20:15(13:9) | Brock James 15 (3dg 2K) | Welford Road, Leicester Widzów: 21 286 Sędzia: Nigel Owens |

| 16 stycznia 201014:00 | Leicester Tigers | 47:8(35:3) | Viadana                               | Welford Road, Leicester Widzów: 21 726 Sędzia: James Jones |
| 16 stycznia 201014:00 | Aaron Mauger 5 (P) Ben Woods 5 (P) Dan Hipkiss 10 (2P) Sam Vesty 2 (pd) Scott Hamilton 10 (2P) Toby Flood 15 (P 5pd) | 47:8(35:3) | Garry Law 3 (K) Pablo Canavosio 5 (P) | Welford Road, Leicester Widzów: 21 726 Sędzia: James Jones |
| 16 stycznia 201014:00 | Garry Law | 47:8(35:3) |                                       | Welford Road, Leicester Widzów: 21 726 Sędzia: James Jones |

| 16 stycznia 201016:45 | Clermont                                                              | 27:7(0:0) | Ospreys                            | Stade Marcel-Michelin, Clermont-Ferrand Widzów: 15 482 Sędzia: Dave Pearson |
| 16 stycznia 201016:45 | Brock James 17 (pd dg 4K) Julien Malzieu 5 (P) Napolioni Nalaga 5 (P) | 27:7(0:0) | Dan Biggar 2 (pd) Tommy Bowe 5 (P) | Stade Marcel-Michelin, Clermont-Ferrand Widzów: 15 482 Sędzia: Dave Pearson |
| 16 stycznia 201016:45 | Adam Rhys Jones                                                       | 27:7(0:0) |                                    | Stade Marcel-Michelin, Clermont-Ferrand Widzów: 15 482 Sędzia: Dave Pearson |

| 23 stycznia 201013:35 | Ospreys                                | 17:12(14:9) | Leicester Tigers                         | Liberty Stadium, Swansea Widzów: 15 626 Sędzia: Alan Lewis |
| 23 stycznia 201013:35 | Dan Biggar 12 (dg 3K) Tommy Bowe 5 (P) | 17:12(14:9) | Jeremy Staunton 3 (dg) Toby Flood 9 (3K) | Liberty Stadium, Swansea Widzów: 15 626 Sędzia: Alan Lewis |

| 23 stycznia 201014:35 | Viadana                                                                                           | 20:59(3:26) | Clermont | Stadio Luigi Zaffanella, Viadana Widzów: 1 800 Sędzia: Andrew Small |
| 23 stycznia 201014:35 | Gareth Krause 5 (P) Garry Law 3 (K) Julio García 5 (P) Lloyd Johansson 3 (dg) Pierre Hola 4 (2pd) | 20:59(3:26) | Anthony Floch 4 (2pd) Aurélien Rougerie 10 (2P) Brock James 10 (5pd) Elvis Vermeulen 5 (P) Julien Bonnaire 5 (P) Julien Malzieu 5 (P) Morgan Parra 5 (P) Napolioni Nalaga 10 (2P) | Stadio Luigi Zaffanella, Viadana Widzów: 1 800 Sędzia: Andrew Small |
| 23 stycznia 201014:35 | Julien Pierre                                                                                     | 20:59(3:26) | | Stadio Luigi Zaffanella, Viadana Widzów: 1 800 Sędzia: Andrew Small |

### Grupa D
| 9 października 200919:30 | Ulster                                                               | 26:12(10:6) | Bath               | Ravenhill Stadium, Belfast Widzów: 10 914 Sędzia: James Jones |
| 9 października 200919:30 | Ian Humphreys 16 (2pd dg 3K) Timoci Nagusa 5 (P) Willie Faloon 5 (P) | 26:12(10:6) | Ryan Davis 12 (4K) | Ravenhill Stadium, Belfast Widzów: 10 914 Sędzia: James Jones |
| 9 października 200919:30 | Andrew Beattie                                                       | 26:12(10:6) |                    | Ravenhill Stadium, Belfast Widzów: 10 914 Sędzia: James Jones |

| 10 października 200914:35 | Stade Français | 31:7(28:0) | Edynburg                            | Stade Jean-Bouin, Paryż Widzów: 8 933 Sędzia: Nigel Owens |
| 10 października 200914:35 | Julien Arias 5 (P) Julien Dupuy 8 (4pd) Lionel Beauxis 5 (P) Noel Oelschig 3 (K) Pascal Papé 5 (P) Sergio Parisse 5 (P) | 31:7(28:0) | Ben Cairns 5 (P) Phil Godman 2 (pd) | Stade Jean-Bouin, Paryż Widzów: 8 933 Sędzia: Nigel Owens |

| 17 października 200915:45 | Edynburg                             | 17:13(6:10) | Ulster                                      | Murrayfield Stadium, Edynburg Widzów: 5 747 Sędzia: Dave Pearson |
| 17 października 200915:45 | Phil Godman 12 (4K) Tim Visser 5 (P) | 17:13(6:10) | Ian Humphreys 8 (pd 2K) Timoci Nagusa 5 (P) | Murrayfield Stadium, Edynburg Widzów: 5 747 Sędzia: Dave Pearson |

| 18 października 200915:00 | Bath                                         | 27:29(21:12) | Stade Français                                                  | The Recreation Ground, Bath Widzów: 11 700 Sędzia: George Clancy |
| 18 października 200915:00 | Matt Carraro 5 (P) Nicky Little 22 (P pd 5K) | 27:29(21:12) | Julien Dupuy 21 (7K) Lionel Beauxis 3 (dg) Ollie Phillips 5 (P) | The Recreation Ground, Bath Widzów: 11 700 Sędzia: George Clancy |
| 18 października 200915:00 | Matt Banahan                                 | 27:29(21:12) | Pascal Papé                                                     | The Recreation Ground, Bath Widzów: 11 700 Sędzia: George Clancy |

| 12 grudnia 200913:35 | Ulster                                                           | 23:13(13:6) | Stade Français                                                | Ravenhill Stadium, Belfast Widzów: 11 000 Sędzia: Dave Pearson |
| 12 grudnia 200913:35 | Ian Humphreys 13 (2pd 3K) Nigel Brady 5 (P) Simon Danielli 5 (P) | 23:13(13:6) | Julien Arias 5 (P) Lionel Beauxis 6 (2K) Noel Oelschig 2 (pd) | Ravenhill Stadium, Belfast Widzów: 11 000 Sędzia: Dave Pearson |
| 12 grudnia 200913:35 | Bryan Young                                                      | 23:13(13:6) | David Attoub · Julien Dupuy                                   | Ravenhill Stadium, Belfast Widzów: 11 000 Sędzia: Dave Pearson |

| 13 grudnia 200915:00 | Bath                                                            | 16:9(13:9) | Edynburg              | The Recreation Ground, Bath Widzów: 11 600 Sędzia: Alain Rolland |
| 13 grudnia 200915:00 | Michael Stephenson 5 (P) Nicky Little 6 (2K) Pieter Dixon 5 (P) | 16:9(13:9) | Chris Paterson 9 (3K) | The Recreation Ground, Bath Widzów: 11 600 Sędzia: Alain Rolland |
| 13 grudnia 200915:00 | Phil Godman                                                     | 16:9(13:9) |                       | The Recreation Ground, Bath Widzów: 11 600 Sędzia: Alain Rolland |

| 19 grudnia 200913:35 | Edynburg              | 9:6(6:6) | Bath                | Murrayfield Stadium, Edynburg Widzów: 5 238 Sędzia: Romain Poite |
| 19 grudnia 200913:35 | Chris Paterson 9 (3K) | 9:6(6:6) | Nicky Little 6 (2K) | Murrayfield Stadium, Edynburg Widzów: 5 238 Sędzia: Romain Poite |

| 20 grudnia 200915:00 | Stade Français                                                            | 29:16(19:9) | Ulster                                        | Stade Jean-Bouin, Paryż Widzów: 3 700 Sędzia: Chris White |
| 20 grudnia 200915:00 | Benjamin Kayser 5 (P) Dimitri Szarzewski 5 (P) Lionel Beauxis 19 (2pd 5K) | 29:16(19:9) | Andrew Trimble 5 (P) Ian Humphreys 11 (pd 3K) | Stade Jean-Bouin, Paryż Widzów: 3 700 Sędzia: Chris White |

| 15 stycznia 201020:00 | Ulster                                                                          | 21:13(5:6) | Edynburg                                    | Ravenhill Stadium, Belfast Widzów: 8 262 Sędzia: Christophe Berdos |
| 15 stycznia 201020:00 | Darren Cave 5 (P) Ian Humphreys 8 (pd 2K) Isaac Boss 5 (P) Niall O’Connor 3 (K) | 21:13(5:6) | Chris Paterson 8 (pd 2K) Jim Thompson 5 (P) | Ravenhill Stadium, Belfast Widzów: 8 262 Sędzia: Christophe Berdos |
| 15 stycznia 201020:00 | Stephen Ferris                                                                  | 21:13(5:6) | Davey Young                                 | Ravenhill Stadium, Belfast Widzów: 8 262 Sędzia: Christophe Berdos |

| 16 stycznia 201014:35 | Stade Français                               | 15:13(15:10) | Bath                                           | Stade Jean-Bouin, Paryż Widzów: 11 800 Sędzia: Alan Lewis |
| 16 stycznia 201014:35 | Julien Arias 10 (2P) Lionel Beauxis 5 (pd K) | 15:13(15:10) | Michael Claassens 5 (P) Nicky Little 8 (pd 2K) | Stade Jean-Bouin, Paryż Widzów: 11 800 Sędzia: Alan Lewis |

| 23 stycznia 201015:45 | Bath                                     | 10:28(7:9) | Ulster                                                                                | The Recreation Ground, Bath Widzów: 10 845 Sędzia: Jérôme Garcès |
| 23 stycznia 201015:45 | Matt Banahan 5 (P) Nicky Little 5 (pd K) | 10:28(7:9) | Andrew Trimble 5 (P) Darren Cave 5 (P) Niall O’Connor 13 (2pd 3K) Paddy Wallace 5 (P) | The Recreation Ground, Bath Widzów: 10 845 Sędzia: Jérôme Garcès |
| 23 stycznia 201015:45 | Danny Grewcock                           | 10:28(7:9) |                                                                                       | The Recreation Ground, Bath Widzów: 10 845 Sędzia: Jérôme Garcès |

| 23 stycznia 201015:45 | Edynburg              | 9:7(6:7) | Stade Français                          | Murrayfield Stadium, Edynburg Widzów: 3 792 Sędzia: Wayne Barnes |
| 23 stycznia 201015:45 | Chris Paterson 9 (3K) | 9:7(6:7) | Lionel Beauxis 2 (pd) Pascal Papé 5 (P) | Murrayfield Stadium, Edynburg Widzów: 3 792 Sędzia: Wayne Barnes |

### Grupa E
| 10 października 200913:35 | Cardiff Blues                                               | 20:6(6:3) | Harlequins        | Cardiff City Stadium, Cardiff Widzów: 11 127 Sędzia: Alan Lewis |
| 10 października 200913:35 | Ben Blair 10 (2pd 2K) Leigh Halfpenny 5 (P) Tom James 5 (P) | 20:6(6:3) | Nick Evans 6 (2K) | Cardiff City Stadium, Cardiff Widzów: 11 127 Sędzia: Alan Lewis |

| 11 października 200916:00 | Tuluza | 36:17(24:3) | Sale Sharks                                                | Stadium Municipal, Tuluza Widzów: 28 534 Sędzia: George Clancy |
| 11 października 200916:00 | Frédéric Michalak 2 (pd) Jean:Baptiste Élissalde 9 (3pd K) Maxime Médard 5 (P) Vincent Clerc 10 (2P) Yves Donguy 10 (2P) | 36:17(24:3) | Ben Cohen 5 (P) Nick MacLeod 7 (2pd K) Rob O’Donnell 5 (P) | Stadium Municipal, Tuluza Widzów: 28 534 Sędzia: George Clancy |

| 16 października 200920:00 | Sale Sharks                                                                                   | 27:26(17:9) | Cardiff Blues                                                                           | Edgeley Park, Stockport Widzów: 8 156 Sędzia: Christophe Berdos |
| 16 października 200920:00 | Charlie Hodgson 12 (3pd dg K) Dean Schofield 5 (P) James Gaskell 5 (P) Sisa Koyamaibole 5 (P) | 27:26(17:9) | Andy Powell 5 (P) Ben Blair 13 (2pd 3K) Leigh Halfpenny 3 (K) Robin Sowden:Taylor 5 (P) | Edgeley Park, Stockport Widzów: 8 156 Sędzia: Christophe Berdos |
| 16 października 200920:00 | Andy Powell                                                                                   | 27:26(17:9) |                                                                                         | Edgeley Park, Stockport Widzów: 8 156 Sędzia: Christophe Berdos |

| 17 października 200918:00 | Harlequins                          | 19:23(14:0) | Tuluza | Twickenham Stoop, Londyn Widzów: 12 032 Sędzia: Alain Rolland |
| 17 października 200918:00 | Nick Evans 9 (3K) Ugo Monye 10 (2P) | 19:23(14:0) | Florian Fritz 3 (K) Frédéric Michalak 3 (K) Jean:Baptiste Élissalde 7 (2pd K) Shaun Sowerby 5 (P) Yves Donguy 5 (P) | Twickenham Stoop, Londyn Widzów: 12 032 Sędzia: Alain Rolland |

| 12 grudnia 200915:45 | Cardiff Blues                           | 15:9(6:0) | Tuluza                                                          | Cardiff City Stadium, Cardiff Widzów: 10 511 Sędzia: Peter Fitzgibbon |
| 12 grudnia 200915:45 | Ben Blair 12 (4K) Leigh Halfpenny 3 (K) | 15:9(6:0) | David Skrela 3 (dg) Florian Fritz 3 (K) Frédéric Michalak 3 (K) | Cardiff City Stadium, Cardiff Widzów: 10 511 Sędzia: Peter Fitzgibbon |

| 13 grudnia 200912:45 | Harlequins                                                  | 19:29(12:24) | Sale Sharks                                                                                        | Twickenham Stoop, Londyn Widzów: 10 533 Sędzia: Nigel Owens |
| 13 grudnia 200912:45 | David Strettle 5 (P) Nick Easter 5 (P) Nick Evans 9 (P 2pd) | 19:29(12:24) | Ben Cohen 5 (P) Charlie Hodgson 9 (3pd K) David Seymour 5 (P) Dwayne Peel 5 (P) Nick MacLeod 5 (P) | Twickenham Stoop, Londyn Widzów: 10 533 Sędzia: Nigel Owens |

| 19 grudnia 200914:35 | Tuluza                                               | 23:7(8:7) | Cardiff Blues                     | Stadium Municipal, Tuluza Widzów: 30 530 Sędzia: Alan Lewis |
| 19 grudnia 200914:35 | Frédéric Michalak 18 (dg 5K) Thierry Dusautoir 5 (P) | 23:7(8:7) | Ben Blair 2 (pd) Tau Filise 5 (P) | Stadium Municipal, Tuluza Widzów: 30 530 Sędzia: Alan Lewis |
| 19 grudnia 200914:35 | Patricio Albacete                                    | 23:7(8:7) | Andy Powell · Paul Tito           | Stadium Municipal, Tuluza Widzów: 30 530 Sędzia: Alan Lewis |

| 20 grudnia 200915:00 | Sale Sharks                                                                  | 21:17(8:14) | Harlequins                                 | Edgeley Park, Stockport Widzów: 7 764 Sędzia: George Clancy |
| 20 grudnia 200915:00 | Charlie Hodgson 11 (pd 3K) Eifion Lewis:Roberts 5 (P) Sisa Koyamaibole 5 (P) | 21:17(8:14) | Aston Croall 5 (P) Nick Evans 12 (P 2pd K) | Edgeley Park, Stockport Widzów: 7 764 Sędzia: George Clancy |

| 16 stycznia 201015:45 | Cardiff Blues                                                                                        | 36:19(12:5) | Sale Sharks                                                                           | Cardiff City Stadium, Cardiff Widzów: 9 172 Sędzia: Romain Poite |
| 16 stycznia 201015:45 | Ben Blair 18 (3pd 4K) Bradley Davies 5 (P) Leigh Halfpenny 3 (K) Richie Rees 5 (P) Xavier Rush 5 (P) | 36:19(12:5) | Charlie Hodgson 4 (2pd) James Gaskell 5 (P) Matthew Tait 5 (P) Sisa Koyamaibole 5 (P) | Cardiff City Stadium, Cardiff Widzów: 9 172 Sędzia: Romain Poite |
| 16 stycznia 201015:45 | Martyn Williams                                                                                      | 36:19(12:5) | Martin Halsall                                                                        | Cardiff City Stadium, Cardiff Widzów: 9 172 Sędzia: Romain Poite |

| 17 stycznia 201016:00 | Tuluza | 33:21(16:7) | Harlequins                                            | Stade Ernest-Wallon, Tuluza Widzów: 17 535 Sędzia: Nigel Owens |
| 17 stycznia 201016:00 | Cedric Heymans 5 (P) Florian Fritz 5 (P) Jean Bouilhou 5 (P) Jean:Baptiste Élissalde 13 (2pd 3K) Maxime Médard 5 (P) | 33:21(16:7) | Mike Brown 5 (P) Nick Evans 6 (3pd) Ugo Monye 10 (2P) | Stade Ernest-Wallon, Tuluza Widzów: 17 535 Sędzia: Nigel Owens |
| 17 stycznia 201016:00 | Ceri Jones | 33:21(16:7) |                                                       | Stade Ernest-Wallon, Tuluza Widzów: 17 535 Sędzia: Nigel Owens |

| 24 stycznia 201015:00 | Harlequins                                                               | 20:45(20:28) | Cardiff Blues                                                                                         | Twickenham Stoop, Londyn Widzów: 10 788 Sędzia: George Clancy |
| 24 stycznia 201015:00 | Danny Care 5 (P) George Lowe 5 (P) Nick Easter 5 (P) Rory Clegg 5 (pd K) | 20:45(20:28) | Ben Blair 20 (P 6pd K) Ceri Sweeney 5 (P) Gareth Thomas 5 (P) Jamie Roberts 10 (2P) Xavier Rush 5 (P) | Twickenham Stoop, Londyn Widzów: 10 788 Sędzia: George Clancy |
| 24 stycznia 201015:00 | Nick Easter                                                              | 20:45(20:28) | | Twickenham Stoop, Londyn Widzów: 10 788 Sędzia: George Clancy |

| 24 stycznia 201015:00 | Sale Sharks                                  | 13:19(6:6) | Tuluza                                                      | Edgeley Park, Stockport Widzów: 7 820 Sędzia: Alain Rolland |
| 24 stycznia 201015:00 | Charlie Hodgson 8 (pd 2K) Matthew Tait 5 (P) | 13:19(6:6) | Jean:Baptiste Élissalde 14 (pd dg 3K) Virgile Lacombe 5 (P) | Edgeley Park, Stockport Widzów: 7 820 Sędzia: Alain Rolland |
| 24 stycznia 201015:00 | Chris Jones · Sisa Koyamaibole               | 13:19(6:6) | Vincent Clerc                                               | Edgeley Park, Stockport Widzów: 7 820 Sędzia: Alain Rolland |

### Grupa F
| 9 października 200920:00 | Leinster               | 9:12(6:3) | London Irish                        | RDS Arena, Dublin Widzów: 18 500 Sędzia: Romain Poite |
| 9 października 200920:00 | Jonathan Sexton 9 (3K) | 9:12(6:3) | Peter Hewat 6 (2K) Ryan Lamb 6 (2K) | RDS Arena, Dublin Widzów: 18 500 Sędzia: Romain Poite |
| 9 października 200920:00 | Jamie Heaslip          | 9:12(6:3) | David Paice                         | RDS Arena, Dublin Widzów: 18 500 Sędzia: Romain Poite |

| 10 października 200915:00 | Scarlets                                                                            | 24:12(11:9) | Brive                                   | Parc y Scarlets, Llanelli Widzów: 8 062 Sędzia: Andrew Small |
| 10 października 200915:00 | Lee Williams 5 (P) Rhys Priestland 3 (K) Rhys Thomas 5 (P) Stephen Jones 11 (pd 3K) | 24:12(11:9) | Andy Goode 9 (3K) Luciano Orquera 3 (K) | Parc y Scarlets, Llanelli Widzów: 8 062 Sędzia: Andrew Small |

| 17 października 200915:00 | London Irish                                                                                | 25:27(18:18) | Scarlets                                                     | Madejski Stadium, Reading Widzów: 11 947 Sędzia: Peter Fitzgibbon |
| 17 października 200915:00 | Declan Danaher 5 (P) Elvis Sevealii 5 (P) Ryan Lamb 10 (2pd dg K) Sailosi Tagicakibau 5 (P) | 25:27(18:18) | Daniel Evans 5 (P) Mark Jones 5 (P) Stephen Jones 17 (pd 5K) | Madejski Stadium, Reading Widzów: 11 947 Sędzia: Peter Fitzgibbon |
| 17 października 200915:00 | Tom Homer                                                                                   | 25:27(18:18) |                                                              | Madejski Stadium, Reading Widzów: 11 947 Sędzia: Peter Fitzgibbon |

| 17 października 200916:45 | Brive                                     | 13:36(6:19) | Leinster                                                                                  | Stade Amédée Domenech, Brive-la-Gaillarde Widzów: 11 300 Sędzia: James Jones |
| 17 października 200916:45 | Andy Goode 8 (pd 2K) Gerhard Vosloo 5 (P) | 13:36(6:19) | Jonathan Sexton 19 (2pd 5K) Kevin McLaughlin 10 (2P) Rob Kearney 5 (P) Shaun Berne 2 (pd) | Stade Amédée Domenech, Brive-la-Gaillarde Widzów: 11 300 Sędzia: James Jones |
| 17 października 200916:45 | Isa Nacewa                                | 13:36(6:19) |                                                                                           | Stade Amédée Domenech, Brive-la-Gaillarde Widzów: 11 300 Sędzia: James Jones |

| 12 grudnia 200918:00 | Scarlets                                   | 7:32(0:0) | Leinster                                                                            | Parc y Scarlets, Llanelli Widzów: 9 012 Sędzia: Chris White |
| 12 grudnia 200918:00 | Jonathan Davies 5 (P) Stephen Jones 2 (pd) | 7:32(0:0) | Gordon D’Arcy 5 (P) Sean O’Brien 5 (P) Shane Horgan 5 (P) Shaun Berne 17 (P 3pd 2K) | Parc y Scarlets, Llanelli Widzów: 9 012 Sędzia: Chris White |
| 12 grudnia 200918:00 | Sean Lamont                                | 7:32(0:0) | Nathan Hines                                                                        | Parc y Scarlets, Llanelli Widzów: 9 012 Sędzia: Chris White |

| 12 grudnia 200919:00 | Brive                                     | 3:36(3:15) | London Irish                                                                                             | Stade Amédée Domenech, Brive-la-Gaillarde Widzów: 9 000 Sędzia: George Clancy |
| 12 grudnia 200919:00 | Alexis Palisson 3 (K)                     | 3:36(3:15) | Chris Malone 14 (P 3pd K) Richard Thorpe 5 (P) Ryan Lamb 2 (pd) Steffon Armitage 5 (P) Tom Homer 10 (2P) | Stade Amédée Domenech, Brive-la-Gaillarde Widzów: 9 000 Sędzia: George Clancy |
| 12 grudnia 200919:00 | Jean-Philippe Bonrepaux · Guillaume Ribes | 3:36(3:15) | Danie Coetzee                                                                                            | Stade Amédée Domenech, Brive-la-Gaillarde Widzów: 9 000 Sędzia: George Clancy |

| 19 grudnia 200915:00 | London Irish | 34:13(0:0) | Brive                                          | Madejski Stadium, Reading Widzów: 9 275 Sędzia: James Jones |
| 19 grudnia 200915:00 | Chris Malone 12 (3pd 2K) Delon Armitage 5 (P) Elvis Sevealii 5 (P) Ryan Lamb 2 (pd) Seilala Mapusua 5 (P) Tom Homer 5 (P) | 34:13(0:0) | Guillaume Namy 5 (P) Luciano Orquera 8 (pd 2K) | Madejski Stadium, Reading Widzów: 9 275 Sędzia: James Jones |
| 19 grudnia 200915:00 | Jamie Noon · Patrick Barnard · Retief Uys · Scott Spedding                                                                | 34:13(0:0) |                                                | Madejski Stadium, Reading Widzów: 9 275 Sędzia: James Jones |

| 19 grudnia 200915:45 | Leinster                                                                                                  | 39:7(15:0) | Scarlets                                   | RDS Arena, Dublin Widzów: 18 500 Sędzia: Wayne Barnes |
| 19 grudnia 200915:45 | Brian O’Driscoll 10 (2P) Gordon D’Arcy 10 (2P) Rob Kearney 10 (2P) Shane Horgan 5 (P) Shaun Berne 4 (2pd) | 39:7(15:0) | Rhys Priestland 5 (P) Stephen Jones 2 (pd) | RDS Arena, Dublin Widzów: 18 500 Sędzia: Wayne Barnes |

| 16 stycznia 201018:00 | Leinster                                                                              | 27:10(7:0) | Brive                                 | RDS Arena, Dublin Widzów: 17 836 Sędzia: Andrew Small |
| 16 stycznia 201018:00 | Brian O’Driscoll 5 (P) Gordon D’Arcy 5 (P) Isa Nacewa 5 (P) Jonathan Sexton 7 (2pd K) | 27:10(7:0) | Retief Uys 5 (P) Scott Spedding 5 (P) | RDS Arena, Dublin Widzów: 17 836 Sędzia: Andrew Small |

| 17 stycznia 201012:45 | Scarlets                                                                | 31:22(10:15) | London Irish                                                                | Parc y Scarlets, Llanelli Widzów: 7 017 Sędzia: Jérôme Garcès |
| 17 stycznia 201012:45 | Jonathan Davies 10 (2P) Rhys Priestland 11 (4pd K) Rob McCusker 10 (2P) | 31:22(10:15) | Chris Halaʻufia 5 (P) David Paice 5 (P) Ryan Lamb 7 (2pd K) Tom Homer 5 (P) | Parc y Scarlets, Llanelli Widzów: 7 017 Sędzia: Jérôme Garcès |
| 17 stycznia 201012:45 | Lou Reed                                                                | 31:22(10:15) |                                                                             | Parc y Scarlets, Llanelli Widzów: 7 017 Sędzia: Jérôme Garcès |

| 23 stycznia 201018:00 | London Irish           | 11:11(3:8) | Leinster                                  | Twickenham Stadium Londyn Widzów: 37 323 Sędzia: Nigel Owens |
| 23 stycznia 201018:00 | Chris Malone 11 (P 2K) | 11:11(3:8) | Isa Nacewa 5 (P) Jonathan Sexton 6 (dg K) | Twickenham Stadium Londyn Widzów: 37 323 Sędzia: Nigel Owens |
| 23 stycznia 201018:00 | Cian Healy             | 11:11(3:8) |                                           | Twickenham Stadium Londyn Widzów: 37 323 Sędzia: Nigel Owens |

| 23 stycznia 201019:00 | Brive                                                                                        | 17:20(10:10) | Scarlets                                                           | Stade Amédée Domenech, Brive-la-Gaillarde Widzów: 7 000 Sędzia: Peter Fitzgibbon |
| 23 stycznia 201019:00 | Horacio Agulla 5 (P) Jean-Philippe Bonrepaux 5 (P) Luciano Orquera 2 (pd) Ronald Cooke 5 (P) | 17:20(10:10) | Damian Welch 5 (P) Morgan Stoddart 5 (P) Stephen Jones 10 (2pd 2K) | Stade Amédée Domenech, Brive-la-Gaillarde Widzów: 7 000 Sędzia: Peter Fitzgibbon |
| 23 stycznia 201019:00 | Josh Turnbull · Lou Reed                                                                     | 17:20(10:10) |                                                                    | Stade Amédée Domenech, Brive-la-Gaillarde Widzów: 7 000 Sędzia: Peter Fitzgibbon |

## Faza pucharowa
|  |                    |                    |              |              |    |          |              |          |  |  |       |       |       |
|  | Ćwierćfinał        | Ćwierćfinał        | Ćwierćfinał  |              |    | Półfinał | Półfinał     | Półfinał |  |  | Finał | Finał | Finał |
|  | Ćwierćfinał        | Ćwierćfinał        | Ćwierćfinał  |              |    | Półfinał | Półfinał     | Półfinał |  |  | Finał | Finał | Finał |
|  | 10 kwietnia 2010   |                    |              |              |    |          |              |          |  |  |       |       |       |
|  |                    |                    |              |              |    |          |              |          |  |  |       |       |       |
|  | Biarritz           | Biarritz           | 29           |              |    |          |              |          |  |  |       |       |       |
|  | Biarritz           | Biarritz           | 29           | 02 maja 2010 |    |          |              |          |  |  |       |       |       |
|  | Ospreys            | Ospreys            | 28           |              |    |          |              |          |  |  |       |       |       |
|  | Ospreys            | Ospreys            | 28           |              |    | Biarritz | Biarritz     | 18       |  |  |       |       |       |
|  | 10 kwietnia 2010   |                    |              |              |    | Biarritz | Biarritz     | 18       |  |  |       |       |       |
|  |                    |                    | Munster      | Munster      | 7  |          |              |          |  |  |       |       |       |
|  | Munster            | Munster            | Munster      | Munster      | 7  | 33       |              |          |  |  |       |       |       |
|  | Munster            | Munster            |              |              |    | 33       | 22 maja 2010 |          |  |  |       |       |       |
|  | Northampton Saints | Northampton Saints | 19           |              |    |          |              |          |  |  |       |       |       |
|  | Northampton Saints | Northampton Saints | 19           |              |    | Biarritz | Biarritz     | 19       |  |  |       |       |       |
|  | 11 kwietnia 2010   |                    |              |              |    | Biarritz | Biarritz     | 19       |  |  |       |       |       |
|  |                    |                    | Tuluza       | Tuluza       | 21 |          |              |          |  |  |       |       |       |
|  | Tuluza             | Tuluza             | Tuluza       | Tuluza       | 21 | 42       |              |          |  |  |       |       |       |
|  | Tuluza             | Tuluza             | 01 maja 2010 |              |    | 42       |              |          |  |  |       |       |       |
|  | Stade Français     | Stade Français     | 16           |              |    |          |              |          |  |  |       |       |       |
|  | Stade Français     | Stade Français     | 16           |              |    | Tuluza   | Tuluza       | 26       |  |  |       |       |       |
|  | 09 kwietnia 2010   |                    |              |              |    | Tuluza   | Tuluza       | 26       |  |  |       |       |       |
|  |                    |                    | Leinster     | Leinster     | 16 |          |              |          |  |  |       |       |       |
|  | Leinster           | Leinster           | Leinster     | Leinster     | 16 | 29       |              |          |  |  |       |       |       |
|  | Leinster           | Leinster           |              |              |    |          |              |          |  |  |       |       |       |
|  | Clermont           | Clermont           | 28           |              |    |          |              |          |  |  |       |       |       |
|  | Clermont           | Clermont           | 28           |              |    |          |              |          |  |  |       |       |       |

| 10 kwietnia 201016:00 | Biarritz                                                                                      | 29:28(16:15) | Ospreys                                                                       | Estadio Anoeta, San Sebastián Widzów: 25 000 Sędzia: George Clancy |
| 10 kwietnia 201016:00 | Damien Traille 9 (3dg) Dimitri Yachvili 10 (2pd 2K) Iain Balshaw 5 (P) Takudzwa Ngwenya 5 (P) | 29:28(16:15) | Dan Biggar 13 (2pd dg 2K) Lee Byrne 5 (P) Nikki Walker 5 (P) Ryan Jones 5 (P) | Estadio Anoeta, San Sebastián Widzów: 25 000 Sędzia: George Clancy |

| 10 kwietnia 201017:30 | Munster                                                                                 | 33:19(13:16) | Northampton Saints                      | Thomond Park, Limerick Widzów: 26 000 Sędzia: Nigel Owens |
| 10 kwietnia 201017:30 | Doug Howlett 10 (2P) Jean de Villiers 5 (P) Paul Warwick 5 (P) Ronan O’Gara 13 (2pd 3K) | 33:19(13:16) | Jon Clarke 5 (P) Steve Myler 14 (pd 4K) | Thomond Park, Limerick Widzów: 26 000 Sędzia: Nigel Owens |

| 11 kwietnia 201017:30 | Tuluza                                                                                      | 42:16(13:10) | Stade Français                                  | Stadium Municipal, Tuluza Widzów: 35 089 Sędzia: Alan Lewis |
| 11 kwietnia 201017:30 | Cedric Heymans 5 (P) David Skrela 27 (3pd 7K) Patricio Albacete 5 (P) Yannick Jauzion 5 (P) | 42:16(13:10) | Lionel Beauxis 11 (pd 3K) Rodrigo Roncero 5 (P) | Stadium Municipal, Tuluza Widzów: 35 089 Sędzia: Alan Lewis |
| 11 kwietnia 201017:30 | Simon Taylor                                                                                | 42:16(13:10) |                                                 | Stadium Municipal, Tuluza Widzów: 35 089 Sędzia: Alan Lewis |

| 9 kwietnia 201020:00 | Leinster                                          | 29:28(20:10) | Clermont                                       | RDS Arena, Dublin Widzów: 20 000 Sędzia: Dave Pearson |
| 9 kwietnia 201020:00 | Jamie Heaslip 10 (2P) Jonathan Sexton 19 (2pd 5K) | 29:28(20:10) | Brock James 13 (2pd 3K) Julien Malzieu 15 (3P) | RDS Arena, Dublin Widzów: 20 000 Sędzia: Dave Pearson |
| 9 kwietnia 201020:00 | Anthony Floch                                     | 29:28(20:10) |                                                | RDS Arena, Dublin Widzów: 20 000 Sędzia: Dave Pearson |

| 2 maja 201016:15 | Biarritz                 | 18:7(3:7) | Munster                               | Estadio Anoeta, San Sebastián Widzów: 30 900 Sędzia: Dave Pearson |
| 2 maja 201016:15 | Dimitri Yachvili 18 (6K) | 18:7(3:7) | Keith Earls 5 (P) Ronan O’Gara 2 (pd) | Estadio Anoeta, San Sebastián Widzów: 30 900 Sędzia: Dave Pearson |

| 1 maja 201016:45 | Tuluza                                           | 26:16(9:6) | Leinster                                                    | Stadium Municipal, Tuluza Widzów: 34 951 Sędzia: Nigel Owens |
| 1 maja 201016:45 | David Skrela 21 (P 2pd 4K) Yannick Jauzion 5 (P) | 26:16(9:6) | Jamie Heaslip 5 (P) Rob Kearney 3 (K) Shaun Berne 8 (pd 2K) | Stadium Municipal, Tuluza Widzów: 34 951 Sędzia: Nigel Owens |

| 22 maja 201018:00 | Biarritz                                                                | 19:21(9:12) | Tuluza                                          | Stade de France, Saint-Denis Widzów: 78 962 Sędzia: Wayne Barnes |
| 22 maja 201018:00 | Dimitri Yachvili 12 (4K) Karmichael Hunt 5 (P) Valentin Courrent 2 (pd) | 19:21(9:12) | David Skrela 15 (2dg 3K) Florian Fritz 6 (dg K) | Stade de France, Saint-Denis Widzów: 78 962 Sędzia: Wayne Barnes |
| 22 maja 201018:00 | Patricio Albacete                                                       | 19:21(9:12) |                                                 | Stade de France, Saint-Denis Widzów: 78 962 Sędzia: Wayne Barnes |